# Más (álbum)
Más é o quarto álbum de estúdio do cantor espanhol Alejandro Sanz, lançado em 1997. O álbum  já vendeu mais de 7.000.000 de cópias no mundo todo e tem 57 discos de platina e dois discos de ouro. É o álbum mais vendido da carreira de Sanz e da história da Espanha.

## Faixas
Todas as faixas escritas e compostas por Alejandro Sanz. 
| N.º | Título                      | Duração |  |
| 1.  | "Y, ¿si fuera ella?"        | 5:22    |  |
| 2.  | "Ese último momento"        | 5:04    |  |
| 3.  | "Corazón partío"            | 5:46    |  |
| 4.  | "Siempre es de noche"       | 4:47    |  |
| 5.  | "La margarita dijo no"      | 4:52    |  |
| 6.  | "Hoy que no estás"          | 5:10    |  |
| 7.  | "Un charquito de estrellas" | 4:50    |  |
| 8.  | "Amiga mía"                 | 4:48    |  |
| 9.  | "Si hay Dios..."            | 5:36    |  |
| 10. | "Aquello que me diste"      | 4:46    |  |

## Vendas
| País                   | Posição | Vendas e Certificação  |
| ---------------------- | ------- | ---------------------- |
| Espanha                | 1       | 22× Platina +2.200.000 |
| Estados Unidos (Latin) | 1       | Platina 1.200.000      |
| Argentina              | 1       | 5x500.000              |
| México                 | 1       | 3x 750.000             |
| Brasil                 | 5       | 1x 100.000             |

| Ícone de esboço | Este artigo sobre um álbum de Alejandro Sanz é um esboço. Você pode ajudar a Wikipédia expandindo-o. |